# Ben Pollack
Ben Pollack (ur. 22 czerwca 1903 w Chicago, zm. 7 czerwca 1971 Palm Springs) – amerykański perkusista i bandlider jazzowy. Został nazwany „Ojcem swingu” dzięki umiejętności wyszukiwania do swoich zespołów młodych, wybitnie utalentowanych muzyków takich jak Benny Goodman, Jack Teagarden, Glenn Miller i Harry James, późniejszych liderów słynnych orkiestr.

## Życiorys
Pochodził z rodziny działającej w branży futrzarskiej. Zaczął grać na perkusji w szkole średniej, zainspirowany jazzem wydobywającym się z nocnych klubów na ulice Chicago. Grał w doraźnych zespołach szkolnych i okazjonalnie w orkiestrze miejskiej. Już jako nastolatek od czasu do czasu występował także w zespołach zawodowych. Szybko został perkusistą w The Harry Bastin Band, a następnie – na początku lat 20. XX w. – w zespole The New Orleans Rhythm Kings, który był w Chicago pionierską grupą dixielandową, złożoną wyłącznie z białych muzyków i miał znaczący wpływ na rozwój jazzu w wietrznym mieście.
Mimo nalegań ze strony bliskich, nie przejął firmy rodzinnej, wybierając karierę muzyka zawodowego. Wyjechał natomiast na rok do Los Angeles, by objąć zespół Bastina. Po zrealizowaniu kontraktu wrócił w 1924 do Chicago. Grał w kilku zespołach m.in. u Arta Kassela. Postanowił jednak założyć własną orkiestrę. Decyzja zaowocowała powstaniem w 1925 dwunastoosobowej Venice Ballroom Orchestra, bardziej znanej jako Ben Pollack and His Californians, której kilka występów transmitowała rozgłośnia radiowa WLW z Cincinnati. Zespół występował z powodzeniem w hotelach Chicago, dokonywał również nagrań płytowych. Z czasem w składzie orkiestry pojawili się – najpierw Benny Goodman i Glenn Miller, a później – Jack Teagarden i Jimmy McPartland.
W 1928 przeniósł się z orkiestrą do Nowego Jorku. Zespół odniósł sukces, koncertując na Broadwayu oraz pozyskując prestiżowy angaż na występy w hotelu Park Central. Swoją formację nazwał wówczas: „Ben Pollack and His Park Central Orchestra”. Był tolerancyjnym i wyrozumiałym pracodawcą, więc jego muzycy przy udziale promotora jazzu, Irvinga Millsa, dorabiali w owym czasie, dokonując licznych nagrań – przeważnie razem z nim – dla szeregu tanich, tzw. sklepowych wytwórni płytowych, należących do agencji The Plaza Music Company i firmy American Recording Company (ARC). Nagrywali jako Mills' Merry Makers, Goody's Good Timers, Kentucky Grasshoppers, Mills' Musical Clowns, The Lumberjacks, Dixie Daises, The Caroliners, The Whoopee Makers, The Hotsy Totsy Gang, Dixie Jazz Band i Jimmy Bracken’s Toe Ticklers.
W 1929 jego zespół nagrał przy użyciu systemu dźwiękowego Vitaphone film krótkometrażowy pt. Ben Pollack and His Park Central Orchestra. Ośmiominutowy obraz mógł wejść do klasyki jazzu za sprawą debiutów filmowych Goodmana i Teagardena. Ich partie solowe zostały jednak ograniczone, ponieważ lider zespołu zamiast zasiadać przy perkusji wystąpił w roli śpiewającego szefa orkiestry, wykonującej nudne wersje utworów California Echoes i Song of the Islands. Uważając się wówczas bardziej za bandlidera i wokalistę, zaangażował na swoje miejsce nowego perkusistę – Raya Bauduca. W rezultacie film nie uzyskał spodziewanego rozgłosu. W lecie ww. roku z zespołu odeszli Goodman i McPartland. Na ich miejsce przybyli: klarnecista Matty Matlock i trębacz Charlie Teagarden – brat Jacka. W 1930 do składu dołączył także saksofonista tenorowy Eddie Miller.
Śpiewający bandlider nie przysporzył orkiestrze popularności i we wrześniu 1934 z niej odszedł. Niemal od razu jej członkowie zreformowali zespół, którego kierownictwo objął Bob Crosby, brat słynnego Binga. Natomiast Pollack szybko sformował nową orkiestrę, żeby wywiązać się z podpisanych umów. W jej składzie znaleźli się m.in. Harry James i Irving Fazola. Skomponowany w 1936 wraz z Jamesem „fokstrot z refrenem wokalnym” Peckin’ stał się przebojem formacji Ben Pollack and His Orchestra.
W 1942 liderem jego ostatniej orkiestry został komik Chico Marx, którego występom towarzyszyła. Jej założyciel ograniczył się do zarządzania zespołem. Tymczasem na estradach, rynku płytowym i w rozgłośniach radiowych panowały big-bandy jego wychowanków muzycznych – Millera, Goodmana i Jamesa. Skoncentrował więc uwagę głównie na przedsięwzięciach biznesowych, ale niepowodzenia na tym polu skłoniły go w 1947 do powrotu do muzyki. Grał w sformowanym przez siebie sekstecie. W 1949 powierzono mu prowadzenie drugiego, dorocznego „Dixieland Jubilee” w Nowym Orleanie.
W latach 50. pojawił się w czterech filmach fabularnych. Zagrał w epizodach samego siebie m.in. w obrazach The Benny Goodman Story i The Glenn Miller Story. Założył też wytwórnię płytową Jewel Records. Ponadto otworzył w Hollywood restaurację The Pick-A-Rib, w której grał ze swoją grupą dixielandową. Rozczarowany brakiem popularności lokalu, w 1965 przeniósł się do Palm Springs, gdzie wraz z siostrą wszedł w posiadanie klubu nocnego. Niestety powtarzające się straty finansowe i wywołana nimi depresja spowodowały, że w 1971 odebrał sobie życie, wieszając się w łazience własnego domu. Został pochowany na Hollywood Forever Cemetery.

### Małżeństwo
Był żonaty z Doris Robbins, która występowała w Zigfeld Follies oraz z jego orkiestrą. Byli bezdzietni. Rozwiedli się w 1957.

## Wybrani członkowie zespołów Bena Pollacka
Ray Bauduc, Dick Cathcart, Benny Goodman, Irving Fazola, Bud Freeman, Harry James, Nappy Lamare, Yank Lawson, Joe Marsala, Matty Matlock, Jimmy McPartland, Eddie Miller, Glenn Miller, Freddie Slack, Muggsy Spanier, Charlie Spivak, Charlie Teagarden, Jack Teagarden i Frank Teschemacher

## Dyskografia

### LPiCD
- 1975 Ben Pollack and His Orchestra 1933–1934 (VJM)
- 1982 Futuristic Rhythm – Ben Pollack and His Park Central Orchestra 1928–1929 (Saville Records)
- 2001 Whiz Radio Programs – Jack Teagarden 1930 with Ben Pollack and His Orchestra (Vernon Music) – CD
- 2013 Ben Pollack and His Orchestra – Starring Benny Goodman (Sunbeam)
- 2015 Ben Pollack Collection 1923–50 (Membran Media GmbH) – CD i audiobook
- The Ben Pollack Orchestras 1928–1938 (Jazz Oracle) – CD

### DVD
- Ben Pollack And His Orchestra 1933–1935 (Sterling)

## Filmografia
- 1929 Ben Pollack and His Park Central Orchestra – krótkometrażowy
- 1943 Presenting Lily Mars jako saksofonista w Bob Crosby Orchestra (niewymieniony w napisach)
- 1950 Mroczne miasto (Dark City) jako gracz obstawiający (niewymieniony w napisach)[9]
- 1951 Disc Jockey jako on sam
- 1954 The Glenn Miller Story jako on sam
- 1956 The Benny Goodman Story jako on sam

## Uwaga
1. ↑  Tanimi wytwórniami płytowymi zarządzanymi przez firmy Plaza–ARC były: Banner, Perfect, Domino, Cameo, Lincoln i Romeo.